# Anabel
Pour plus de détails, voir Fiche technique et Distribution.
Anabel est un film espagnol réalisé par Antonio Trashorras sorti en 2015.

## Fiche technique
Sauf indication contraire, les informations mentionnées dans cette section peuvent être confirmées par la base de données cinématographiques IMDb,  présente dans la section « Liens externes ».
- Titre original : Anabel
- Réalisation : Antonio Trashorras
- Scénario : Antonio Trashorras
- Photographie : Roland de Middel
- Montage : Pau Bacardit, Beatriz Colomar
- Musique : Miquel Coll
- Décors : Mario Jiménez
- Production : Mari Luz Gómez
- Société de production : Norberfilms, Roxbury
- Pays de production :  Espagne
- Langue originale : Espagnol
- Format : Noir et blanc
- Durée : 75 minutes (1 h 15)
- Genre : Horreur
- Dates de sortie :
  - Espagne : 11 octobre 2015 (Festival international du film de Catalogne[1])

## Distribution
- Ana de Armas : Cris
- Rocío León : Sandra
- Enrique Villén (es) : Lucio